# Karoo-Ferrar
La Karoo e la Ferrar sono due grandi province ignee rispettivamente dell'Africa australe e dell'Antartide, che considerate assieme vengono chiamate grandi province ignee del Karoo-Ferrar, Gondwana, o sudest africana, associate alla frammentazione iniziale del supercontinente Gondwana avvenuta circa 183 milioni di anni fa.
Il suo flusso basaltico ricopre principalmente il Sudafrica e l'Antartide, ma alcune porzioni si estendono in altre zone dell'Africa meridionale oltre che in Sud America, India, Australia e Nuova Zelanda.

## Caratteristiche
Il Karoo-Ferrar si è formato appena prima della frammentazione del supercontinente Gondwana, avvenuta nel Giurassico inferiore, circa 183 milioni di anni fa; questo periodo corrisponde all'evento anossico del Toarciano e all'estinzione di massa del Pliensbachiano-Toarciano.
Si estendeva su una superficie di 3x106 km2, e il volume originale del flusso, che si estendeva su una distanza totale di oltre 6000 km (di cui 4000 km nell'Antartide), superava i 2,5x106 km³ (cioè 2,5 milioni di chilometri cubici).
La grande provincia ignea Ferrar si caratterizza per la lunga distanza del flusso, mentre la Karoo per il grande volume e la diversità chimica.
L'attività magmatica del Karoo iniziò all'incirca 204 milioni di anni fa al bordo settentrionale della provincia ignea. La provincia Chon-Aike in Patagonia, la Penisola Antartica e la Terra di Ellsworth entrarono in attività attorno a 190 milioni di anni fa in un ambiente tettonicamente instabile in cui si verificarono contemporaneamente fenomeni di estensione e subduzione. La provincia Chon-Aike raggiunse il picco di attività tra 183 e 175 milioni di anni fa, producendo poi un magmatismo continuo tra 168 e 141 milioni di anni fa. Tra 184 e 175 milioni di anni fa il magmatismo del Karoo si estese a Namibia, Lesotho, Lemombo e la provincia Ferrar in Antartide. L'attività della Karoo terminò 145 milioni di anni fa con eruzioni periferiche in Patagonia, Penisola Antartica, la parte settentrionale del Sudafrica, il Kerala in India e la parte sudorientale dell'Australia. La provincia del Karoo provocò un sollevamento della parte meridionale dell'Africa di circa 1,5 km e distaccò la Gondwana orientale (India, Antartide e Australia) dalla Gondwana occidentale (Sud America e Africa) iniziando l'apertura del Mare di Weddell.
Nel Cretacico, circa 15 milioni di anni dopo l'ultima eruzione del Karoo, il magmatismo ripartì tra la Terra di Marie Byrd e la Nuova Zelanda, da dove si propagò lungo il bordo inferiore della Gondwana, dall'Australia orientale alla Penisola Antartica. La datazione isopotica suggerisce una serie di eventi ignei a 133-131, 124-119 e 113-107 milioni di anni fa in Australia; 110-99 nella Terra di Marie Byrd; 114-109 e 82 milioni di anni fa in Nuova Zelanda; 141 e 127 milioni nella Penisola Antartica. Questa fase del magmatismo produsse un'estensione e una frattura tra Australia e Antartide, tra Australia e Lord Howe Rise, tra la Terra di Marie Byrd e la Nuova Zelanda.